# Місто (картина)
«Місто» (швед. Staden) — картина шведського драматурга і письменника Августа Стріндберга, написана у 1903 році.

## Опис
Картина була намальована олійними фарбами на полотні і має розміри 94,5 x 53 см. Август Стріндберг малював лише у певні періоди творчості, в основному пейзажі неспокійного моря і неба. Автор звертався до живопису в періоди творчої кризи.
«Місто» є прикладом експресіонізму в образотворчому мистецтві Швеції. Для зображення стихії використовується товстий шар фарби. Бурхливе море та дощове вируюче небо, на задньому плані є місто, чиї вогні відображаються у воді. Переважають холодні кольори — чорний і сірий. Методика малювання — суцільна імпровізація.
«Місто» є частиною колекції Національного музею Швеції в Стокгольмі.

## Галерея

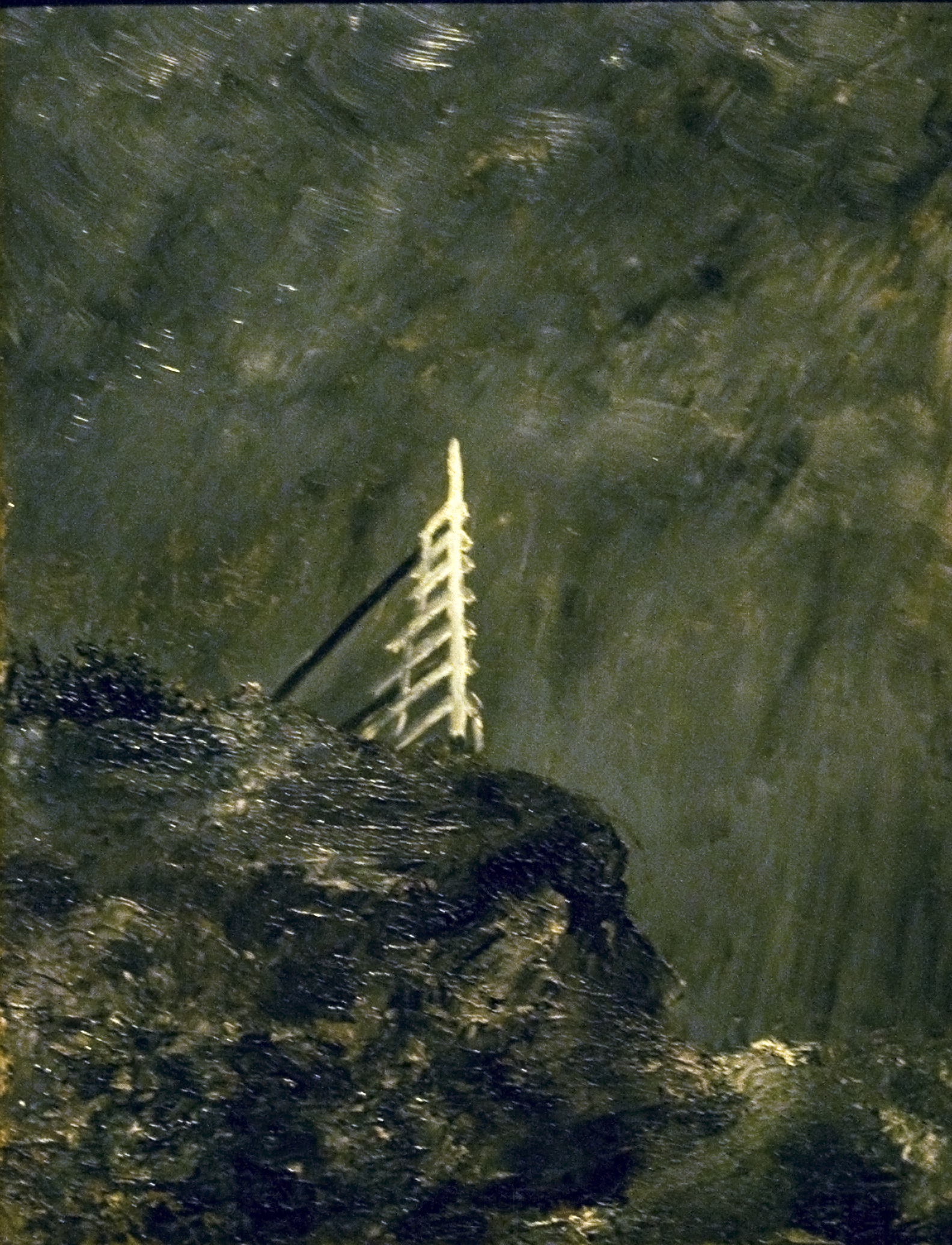
1892
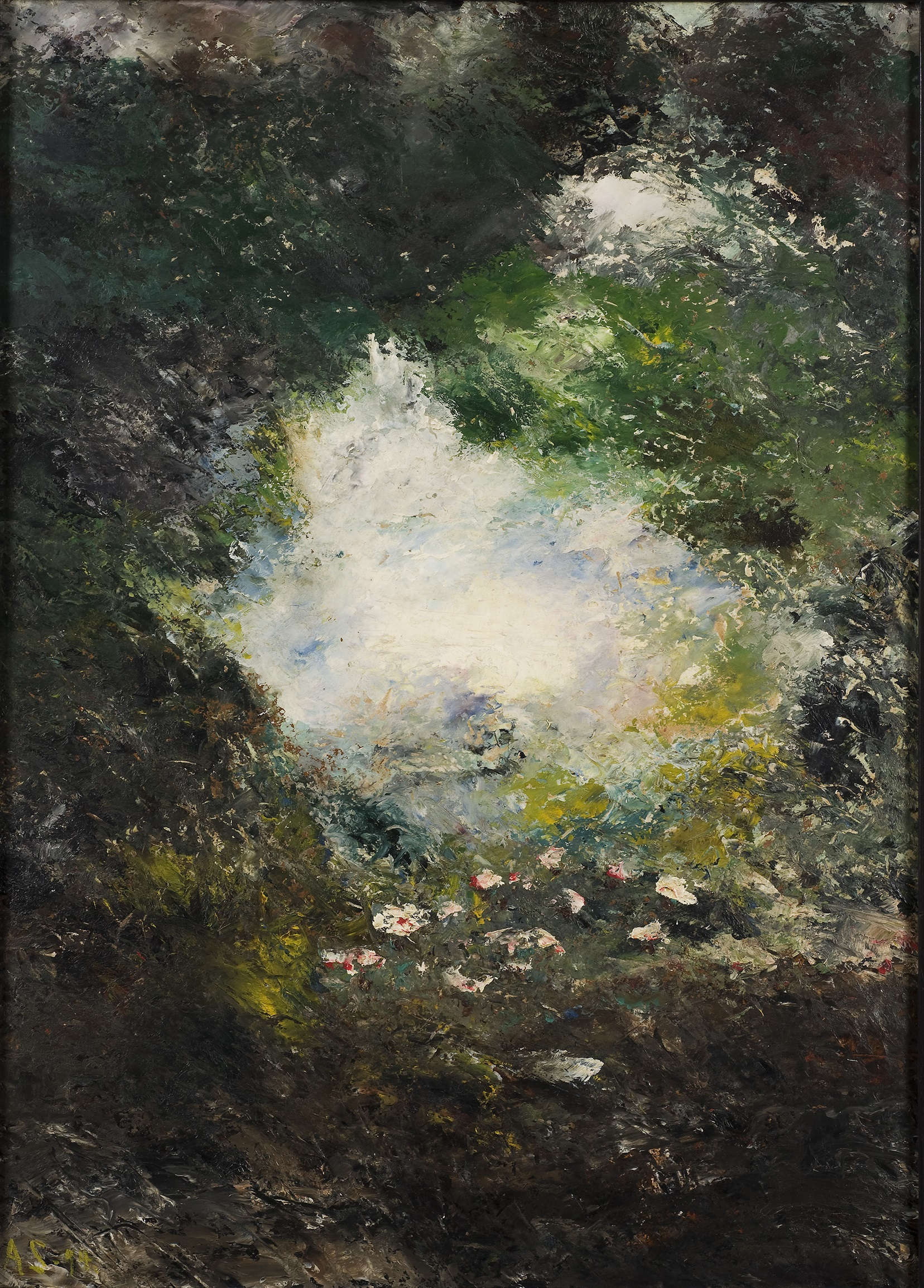
1894
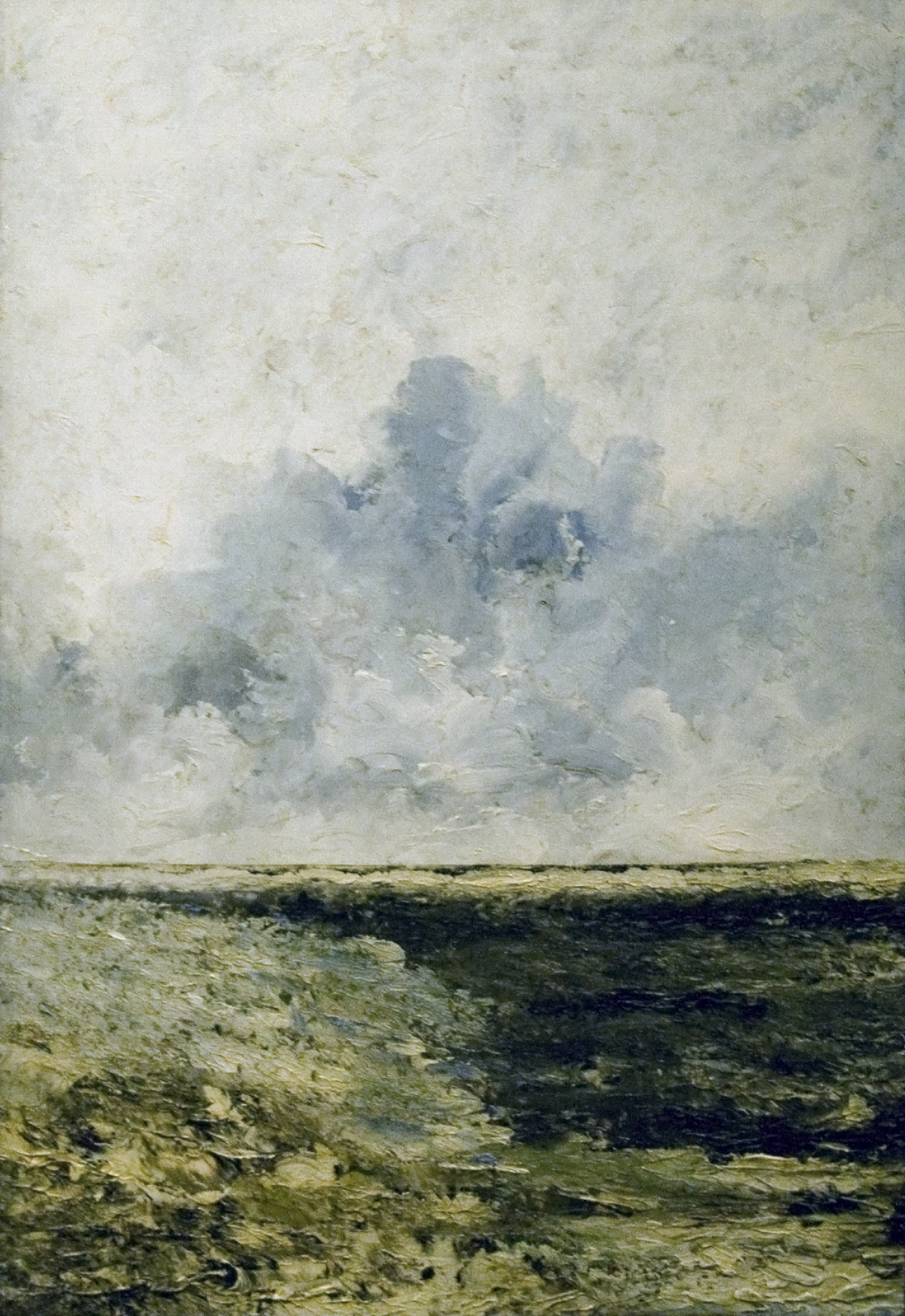
1894
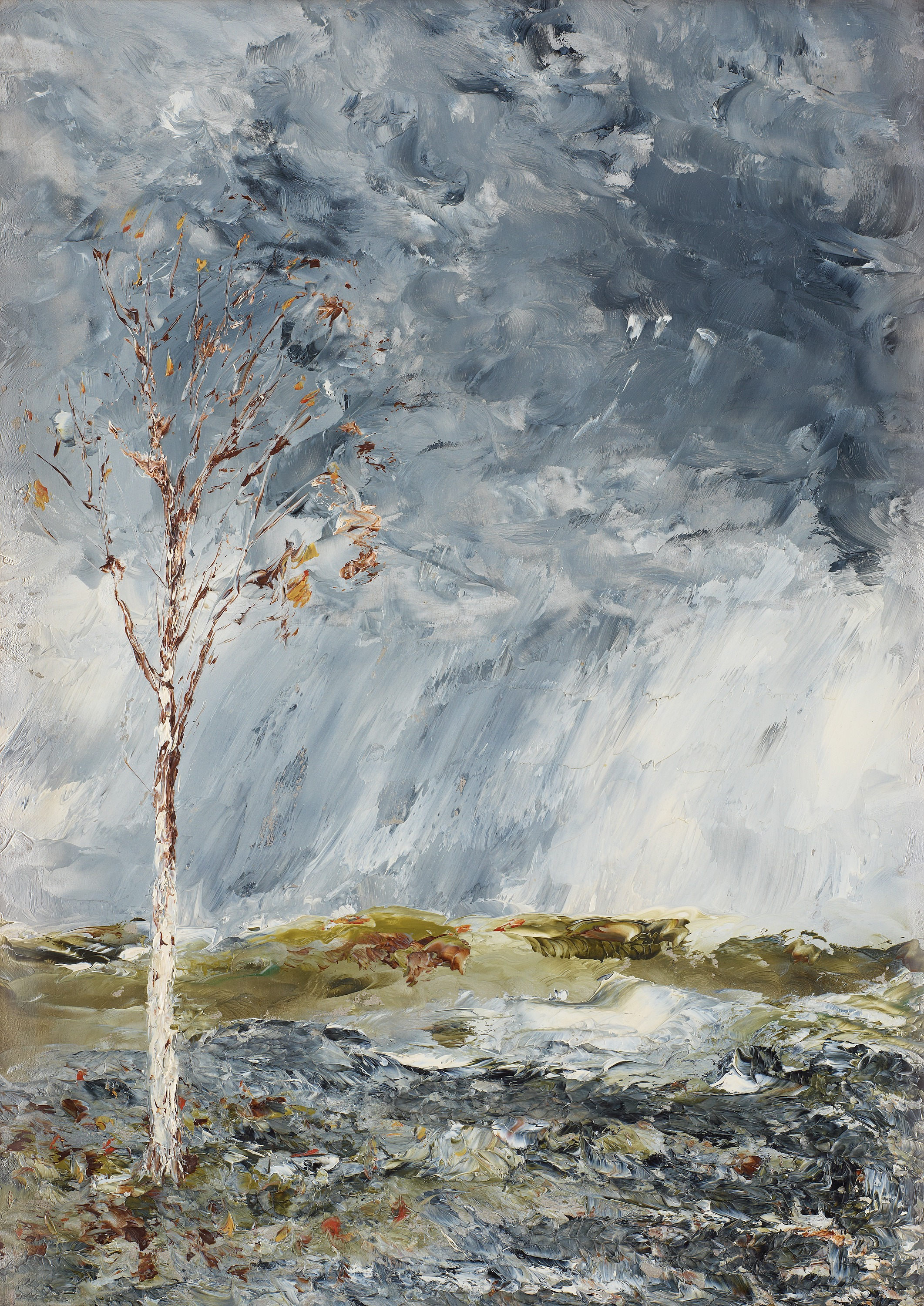
1902
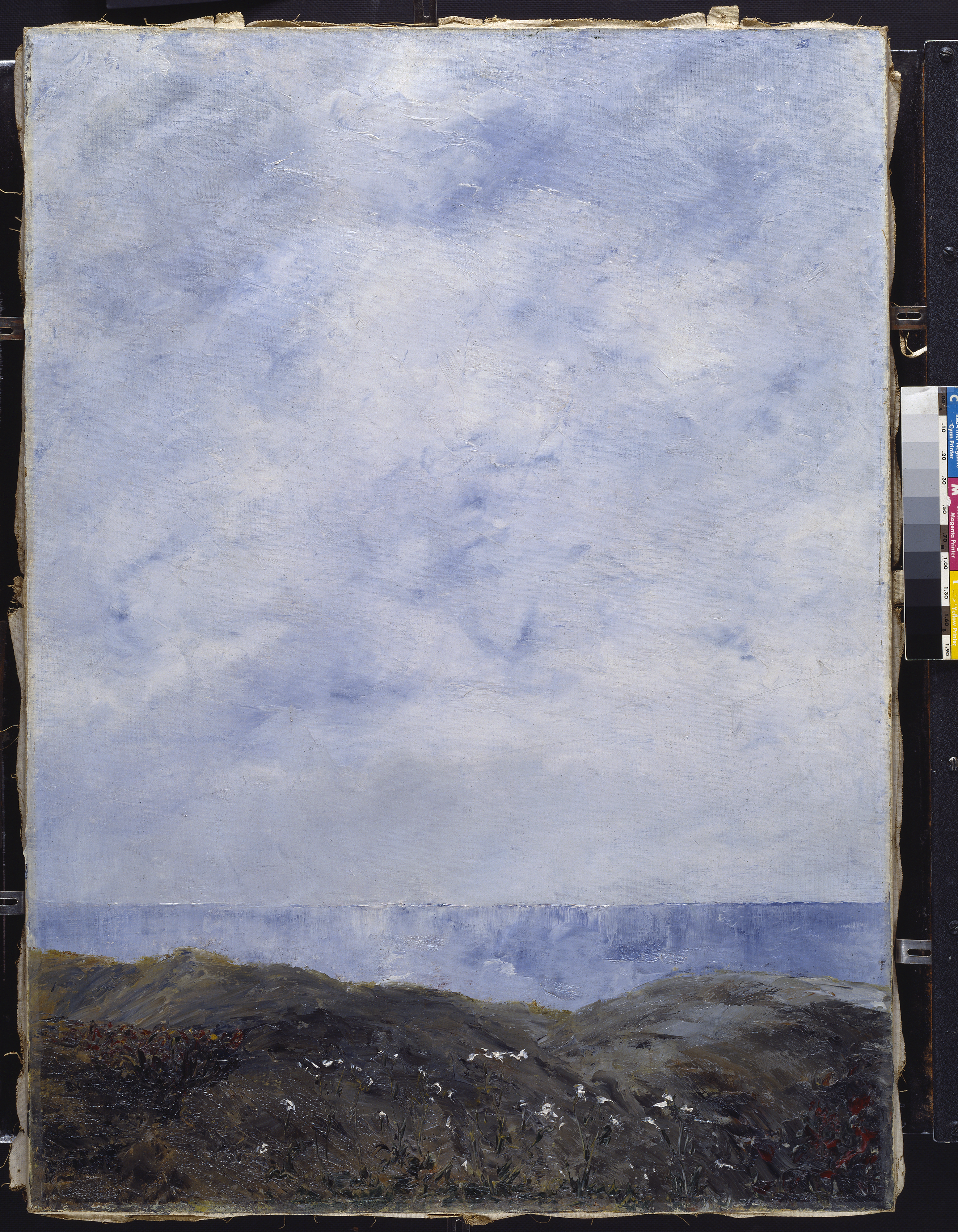
1903